# Best of Hilary Duff
Best of Hilary Duff је седми албум, али други, односно трећи албум-компилација (рачунајући и  објављен само у Италији) америчке певачице Хилари Даф. Овим албумом Хилари окончава уговор са издавачком кућом Hollywood Records након 6 година. Први сингл са овог албума, Reach Out, Хилари је раније представила публици на својој Dignity Tour. Албум садржи још једну нову песму - Holiday. Поред ове 2 нове песме, на албуму се, зависно од подручја на коме је објављен, налазе неке од песама са претходних албума. У првој недељи продато је само 5.500 копија. Разлог за то може бити то што га Hollywood Records уопште није промовисао, али такође и то што албум првобитно није постављен на Ајтјунс (енгл. iTunes). Јапанско издање има другачији омот, јер је омот албума свих издања идентичан као омот делукс (енгл. deluxe) издања албума Dignity у Јапану. Албум је било могуће наручити и у претпродаји, преко сајта skyroo.com. Као поклон, уз албум је био послат и магнет за фрижидер, идентичан као омот албума.

## Списак песама
| #   | Назив | Трајање |
| --- | ----- | ------- |
| 1.  |       | 04:15   |
| 2.  |       | 04:06   |
| 3.  |       | 04:14   |
| 4.  |       | 03:03   |
| 5.  |       | 03:01   |
| 6.  |       | 03:38   |
| 7.  |       | 03:42   |
| 8.  |       | 03:20   |
| 9.  |       | 03:35   |
| 10. |       | 02:59   |
| 11. |       | 06:17   |
| 12. |       | 04:09   |

Бонус песме на Amazon MP3 издању
| #   | Назив | Трајање |
| --- | ----- | ------- |
| 13. |       | 05:34   |
| 14. |       | 03:43   |

Бонус песме на америчком, аустралијском, британском и канадском iTunes издању
| #   | Назив | Трајање |
| --- | ----- | ------- |
| 13. |       | 05:34   |
| 14. |       | 03:43   |

Бонус песме на аустралијском издању
| #   | Назив | Трајање |
| --- | ----- | ------- |
| 13. |       | 03:03   |
| 14. |       | 02:42   |

Бонус песме на јапанском издању
| #   | Назив | Трајање |
| --- | ----- | ------- |
| 13. |       | 03:29   |
| 14. |       | 03:34   |
| 15. |       | 03:05   |
| 16. |       | 03:25   |
| 17. |       | 02:42   |
| 18. |       | 03:09   |
| 19. |       | 04:09   |

## Европскоиздање
| #   | Назив | Трајање |
| --- | ----- | ------- |
| 1.  |       | 04:15   |
| 2.  |       | 04:06   |
| 3.  |       | 04:14   |
| 4.  |       | 03:03   |
| 5.  |       | 03:01   |
| 6.  |       | 03:43   |
| 7.  |       | 03:38   |
| 8.  |       | 03:42   |
| 9.  |       | 03:20   |
| 10. |       | 03:35   |
| 11. |       | 02:59   |
| 12. |       | 03:09   |
| 13. |       | 06:17   |
| 14. |       | 04:09   |
| 15. |       | 08:47   |
| 16. |       | 06:44   |